# Karijoki
Karijoki (Bötom en suédois) est une municipalité de l'ouest de la Finlande, dans la province de Finlande occidentale et la région d'Ostrobotnie du Sud.

## Histoire
Karijoki doit sa célébrité à la présence du site de Susiluola, un réseau de grottes qu'elle partage avec sa voisine Kristinestad. En 1996, des traces de pas et des outils qui auraient appartenu à des néandertaliens y sont découvertes. La nouvelle est accueillie avec un grand intérêt par la communauté scientifique, car cette découverte est la première à être effectuée à un endroit recouvert par la suite de centaines de mètres de glace par les glaciations successives.
Susiluola reste aujourd'hui le seul site de ce type en Fennoscandie.
Depuis 10 ans, les fouilles archéologiques y sont parmi les plus ambitieuses en Finlande.

## Géographie
Le petit village agricole est situé en plein cœur de la grande plaine ostrobotnienne, à moins de 20 km du golfe de Botnie.
Les communes limitrophes sont Teuva au nord, Kauhajoki à l'est, Isojoki au sud et côté Ostrobotnie Kristinestad à l'ouest.

## Démographie
L'évolution démographique de Karijoki depuis 1980 est la suivante :
| Année      | 1980  | 1985  | 1990  | 1995  | 2000  | 2005  | 2010  |
| ---------- | ----- | ----- | ----- | ----- | ----- | ----- | ----- |
| population | 2 038 | 2 012 | 1 982 | 1 918 | 1 760 | 1 673 | 1 521 |

| Année      | 2015  | 2020  |
| ---------- | ----- | ----- |
| population | 1 369 | 1 236 |

## Politique et administration

### Conseil municipal
Les sièges des 15 conseillers municipaux sont répartis comme suit:
| Parti     | Parti                              | Sièges 2021–2025 |
| --------- | ---------------------------------- | ---------------- |
|           | Parti social-démocrate de Finlande | 1                |
|           | Vrais Finlandais                   | 3                |
|           | Parti de la Coalition nationale    | 3                |
|           | Parti du centre                    | 8                |
| Sources : |                                    |                  |

### Subdivisions administratives
Les villages de Karijoki sont: Alakylä, Karijoen kirkonkylä, Myrkky et Ylikylä.
La seule agglomération est Karijoen kirkonkylä.

## Personnalités
- Pentti Lund (1925–2013), joueur de hockey
- Antti Rajamäki (1952-), coureur

## Galerie

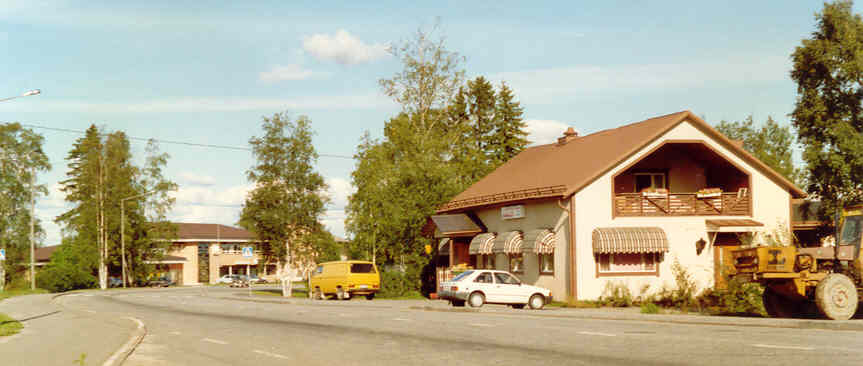
Le village de Karijoki en 1990.
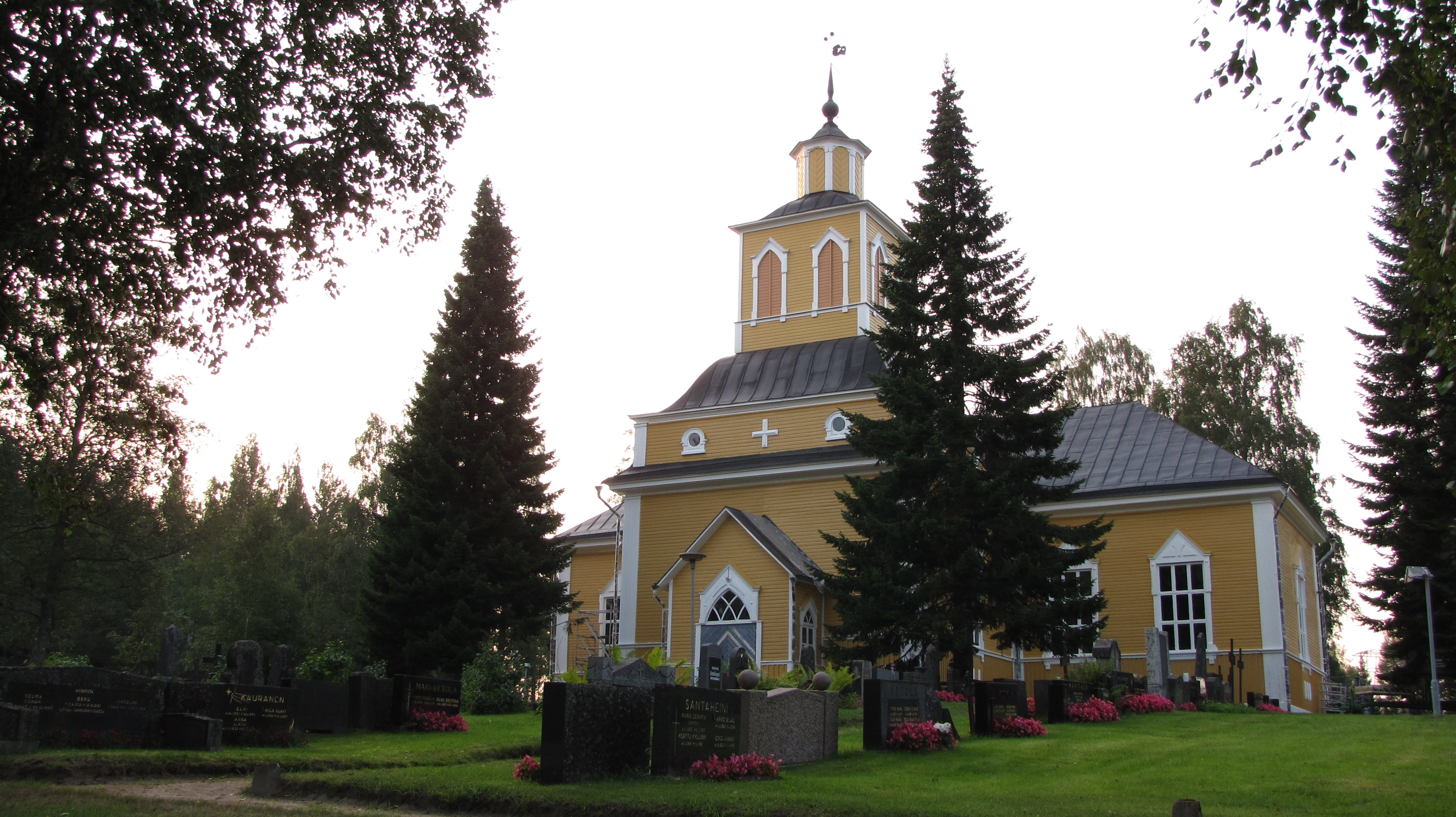
L'église de Karijoki.
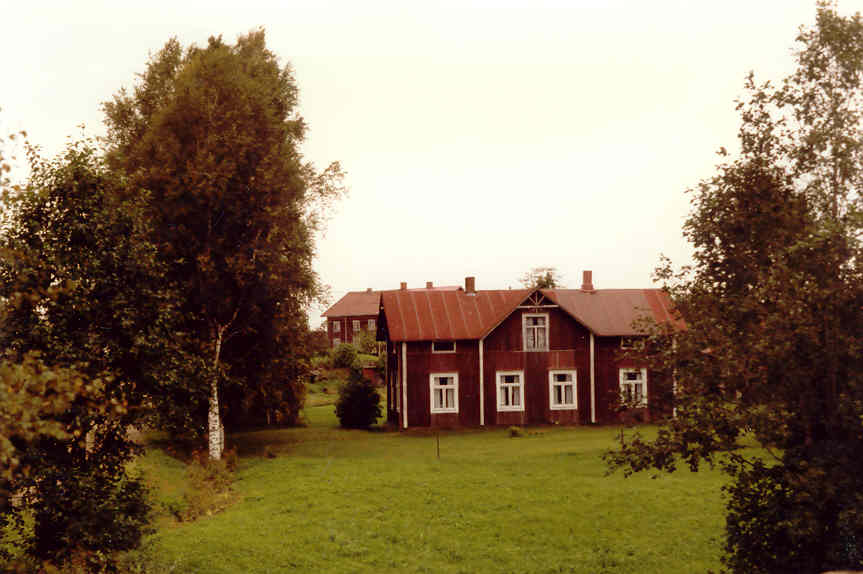
Ylikylää en 1990.